# Småfibblebi
Småfibblebi, Panurgus calcaratus, är ett bi i släktet fibblebin.

## Beskrivning
Ett blanksvart grävbi med gles behåring. Honan har långa, mörk- till ljusbrunaktiga pollenkorgar på bakbenen, hanen har ett stort huvud som är större än mellankroppen. Arten är liten, kroppslängden uppgår till mellan 8 och 9 mm för honan, något större för hanen.

## Ekologi
Småfibblebiet föredrar kortbevuxna habitat med sand- eller blandad sand- och lerjord, som ruderatmark, sandvägar, sparsamt nyttjade sandtag samt markstörda habitat som militära övningsfält, skjutbanor och flygfält samt buskage.
Precis som hos den nära släktingen storfibblebi förekommer det att hanarna tillbringar natten inuti blommor, där de är skyddade när blomman sluter sig vid skymningen.

### Föda
Arten flyger från juni till september, och är specialiserad vad gäller födovalet; den flyger endast till korgblommiga växter, framför allt gula sådana. Inte minst besöker den fibblor som bitterfibbla, rotfibbla, lejonfibblor, hökfibblor och även cikoria (trots att denna varken är fibbla eller gul).

### Fortplantning
Boet grävs i kal eller glesbevuxen mark, gärna vid kanten av gångstigar eller obelagda vägar, särskilt i hjulspår. Arten har en primitiv form av social samlevnad; även om de olika honorna endast tar hand om sin egen avkomma, förekommer det att flera honor delar samma bo. Ingången delar sig efter några centimeter i de olika honornas egna områden, som består av cirka 30 cm långa gångar, som i sin tur delar sig i smågångar till de olika larvcellerna. Dessa fylls med pollen som näring, innan honan lägger ett ägg i varje cell. Övervintringen sker som passiv vilolarv. Boet kan angripas av det boparasitiska gökbiet mörkgökbi, vars hona lägger ägg i larvcellerna, ett ägg i varje larvcell. När ägget kläcks, dödar larven först värdägget eller -larven, och lever sedan av den insamlade näringen.

## Utbredning
Arten förekommer i större delen av Europa, från Finland i norr till Spanien och Grekland i söder, samt från södra England och Wales i väster, till Turkiet och Uralbergen i öster.
I Sverige förekommer arten i de södra delarna av landet upp till Uppland och Värmland (med undantag av Gotland). I de inre delarna av Götaland och Svealand är utbredningen fragmenterad. Arten är sedan 2015 klassificerad som livskraftig ("LC").
I Finland, där arten också är klassificerad som livskraftig, finns den främst i de södra delarna av landet (med undantag för Åland) upp till Mellersta Österbotten och Norra Savolax, dock med enstaka fynd i Lappland.